# Vincetoxicum izuense
Vincetoxicum izuense är en oleanderväxtart som beskrevs av T.Yamash.. Vincetoxicum izuense ingår i släktet tulkörter, och familjen oleanderväxter. Inga underarter finns listade i Catalogue of Life.